# Geometria complessa
In matematica, e in particolare in geometria, per geometria complessa si intende lo studio delle varietà complesse, di dimensione arbitraria. 
Le varietà complesse sono generalmente studiate con metodi algebrici o analitici.  La geometria complessa è quindi un'area avente una forte sovrapposizione con la geometria algebrica, la geometria differenziale e l'analisi complessa (quest'ultima soprattutto per quanto riguarda lo studio delle varietà di dimensione 1, le cosiddette superfici di Riemann).